# Okręgowa izba radców prawnych
Okręgowa izba radców prawnych – jest obok Krajowej Izby Radców Prawnych jednostką organizacyjną działającego w Polsce samorządu radców prawnych. Posiada osobowość prawną. Tworzą ją radcowie prawni i aplikanci radcowscy zamieszkali na terenie danego okręgu, wyznaczonego uchwałą Krajowej Rady Radców Prawnych. Obecnie utworzonych jest 19 okręgowych izb radców prawnych. Do zadań okręgowych izb radców prawnych należy m.in. organizacja aplikacji radcowskiej.

## Organy okręgowej izby radców prawnych
Organami okręgowej izby radców prawnych są:
- Zgromadzenie okręgowej izby radców prawnych – zwoływane przez radę okręgowej izby raz do roku. Uczestniczą w nim radcowie prawni danej izby oraz, bez prawa głosu aplikanci radcowscy tej izby. Zgromadzenie okręgowej izby mogą stanowić delegaci wybrani na zebraniach zwołanych dla poszczególnych rejonów, objętych działalnością danej izby. O podziale na rejony i liczbie delegatów z poszczególnych rejonów decyduje zgromadzenie okręgowej izby radców prawnych. Ma to miejsce wówczas, gdy liczba członków okręgowej izby radców prawnych przekracza 300 osób. Zgromadzenie wybiera delegatów na Krajowy Zjazd Radców Prawnych oraz członka Krajowej Rady Radców Prawnych, wybiera dziekana rady okręgowej izby radców prawnych, a także ustala liczbę i wybiera członków pozostałych organów. Zgromadzenie odwołuje też organy okręgowej izby lub poszczególnych ich członków i dokonuje oceny tychże organów. Do jego kompetencji należy uchwalanie budżetu okręgowej izby i zatwierdzanie sprawozdań rady okręgowej izby radców prawnych z jego wykonania oraz rocznych lub okresowych planów pracy rady okręgowej izby. Rada okręgowej izby radców prawnych może zwołać z własnej inicjatywy Nadzwyczajne zgromadzenie okręgowej izby radców prawnych. Zwołuje je również na wniosek Krajowej Rady Radców Prawnych, swego prezydium lub okręgowej komisji rewizyjnej, a także jednej trzeciej członków okręgowej izby radców prawnych i powinno to nastąpić w ciągu 3 tygodni od dnia wpływu wniosku[6].
- Rada okręgowej izby radców prawnych – kieruje działalnością okręgowej izby radców prawnych a jej organem wykonawczym jest prezydium, które stanowią dziekan oraz wybrani przez radę wicedziekani, sekretarz, skarbnik i członkowie. Rada m.in. reprezentuje interesy zawodowe członków okręgowej izby radców prawnych, zajmuje się doskonaleniem zawodowym radców prawnych oraz prowadzi nadzór nad należytym wykonywaniem zawodu przez radców prawnych i aplikantów radcowskich. Rada prowadzi też i publikuje na swojej stronie internetowej listy radców prawnych i aplikantów radcowskich oraz prowadzi listę prawników zagranicznych[7].
- Okręgowy sąd dyscyplinarny – rozpatruje sprawy dyscyplinarne członków okręgowej izby radców prawnych wniesione przez rzecznika dyscyplinarnego oraz odwołania od ostrzeżeń[8].
- Okręgowa komisja rewizyjna – kontroluje działalność finansową rady okręgowej izby radców prawnych[9].
- Rzecznik dyscyplinarny – podejmuje czynności w postępowaniu dyscyplinarnym. Może to robić przy pomocy swoich zastępców[10].

Członkami wyżej wymienionych organów mogą być tylko radcowie prawni.

## Okręgowe izby radców prawnych
Teren działania okręgowych izb radców prawnych wyznacza się biorąc pod uwagę zasadniczy podział terytorialny państwa. Izb jest więcej niż województw, toteż ich granice wyznacza się obszarami powiatów i miast na prawach powiatów. Od dnia 1 stycznia 1999 roku funkcjonują następujące izby:
- Okręgowa Izba Radców Prawnych w Białymstoku
- Okręgowa Izba Radców Prawnych w Bydgoszczy
- Okręgowa Izba Radców Prawnych w Gdańsku
- Okręgowa Izba Radców Prawnych w Katowicach
- Okręgowa Izba Radców Prawnych w Kielcach
- Okręgowa Izba Radców Prawnych w Koszalinie
- Okręgowa Izba Radców Prawnych w Krakowie
- Okręgowa Izba Radców Prawnych w Lublinie
- Okręgowa Izba Radców Prawnych w Łodzi
- Okręgowa Izba Radców Prawnych w Olsztynie
- Okręgowa Izba Radców Prawnych w Opolu
- Okręgowa Izba Radców Prawnych w Poznaniu
- Okręgowa Izba Radców Prawnych w Rzeszowie
- Okręgowa Izba Radców Prawnych w Szczecinie
- Okręgowa Izba Radców Prawnych w Toruniu
- Okręgowa Izba Radców Prawnych w Wałbrzychu
- Okręgowa Izba Radców Prawnych w Warszawie
- Okręgowa Izba Radców Prawnych we Wrocławiu
- Okręgowa Izba Radców Prawnych w Zielonej Górze